# Pachythone conspersa
Pachythone conspersa is een vlindersoort uit de familie van de prachtvlinders (Riodinidae), onderfamilie Riodininae.
Pachythone conspersa werd in 1926 beschreven door Stichel.